# Обвинувальний акт
Обвинува́льний акт (обвинувальний висновок) — процесуальний документ, яким слідство висуває обвинувачення особі у вчиненні кримінального правопорушення (злочину або проступку) і яким закінчується досудове розслідування.
В обвинувальному акті викладаються юридично значимі обставини злочину і надається його юридична кваліфікація. Обвинувальний акт складається слідчим або прокурором після повідомлення особи про підозру та перевірки підозри, за умов, якщо:
- слідство отримало достатньо доказів для обвинувачення особи у вчиненні злочину;
- відсутні підстави закриття кримінального провадження.

Це рішення обумовлює перехід кримінального провадження зі стадії досудового розслідування в судову стадію. Після спрямування обвинувального акту до суду підозрюваний набуває нового процесуального статусу: обвинувачений.
В обвинувальному акті (висновку) слідчий викладає результати проведеного слідства, формулює обвинувачення, яке підтверджує матеріалами слідства. Обвинувальний висновок — це головний документ слідства. За своєю природою він є актом обвинувальної влади держави. Він виходить від обвинувача і виражає тезу, яку обвинувач доказує, на визнанні правильності якої він наполягає.
Обвинувальний акт є необхідною умовою для того, щоб обвинувачений міг побудувати свій захист у суді.

## В Україні
До 20 листопада 2012 року, згідно старого КПК, цей документ мав назву «обвинувальний висновок» і регулювався ст.ст. 223–224 КПК 1960 р.
За новим КПК (ст.ст. 110, 291), обвинувальний акт є процесуальним рішенням, яким прокурор висуває обвинувачення у вчиненні кримінального правопорушення і яким завершується досудове розслідування.
Обвинувальний акт складається слідчим, після чого затверджується прокурором. Обвинувальний акт може бути складений прокурором, зокрема якщо він не погодиться з обвинувальним актом, що був складений слідчим.
Обвинувальний акт має містити визначені КПК відомості, зокрема такі:
- анкетні відомості кожного обвинуваченого і потерпілого;
- виклад фактичних обставин кримінального правопорушення, які прокурор вважає встановленими, правову кваліфікацію кримінального правопорушення з посиланням на положення КК та формулювання обвинувачення;
- обставини, які обтяжують чи пом'якшують покарання;
- розмір шкоди, завданої кримінальним правопорушенням;Див. також: Майнова шкода та Моральна шкода
- розмір витрат на залучення експерта.

Обвинувальний акт підписується слідчим та прокурором, який його затвердив, або лише прокурором, якщо він склав його самостійно.
До обвинувального акта додається:
1. реєстр матеріалів досудового розслідування;
2. цивільний позов, якщо він був пред'явлений;
3. розписка підозрюваного про отримання копії обвинувального акта, інших документів;
4. інші визначені документи.

Прокурор зобов'язаний під розписку надати копію обвинувального акта підозрюваному, його захиснику, законному представнику.
Обвинуваченим (підсудним) в Україні є особа, обвинувальний акт щодо якої переданий до суду.
Суд має право повернути обвинувальний акт прокурору, якщо він не відповідає вимогам КПК.
Судовий розгляд проводиться лише в межах того обвинувачення, що висунуте в обвинувальному акті (але суд може вийти за його межі в частині юридичної кваліфікації скоєного, якщо це покращує становище обвинуваченого).